# Joaquín Samuel de Anchorena

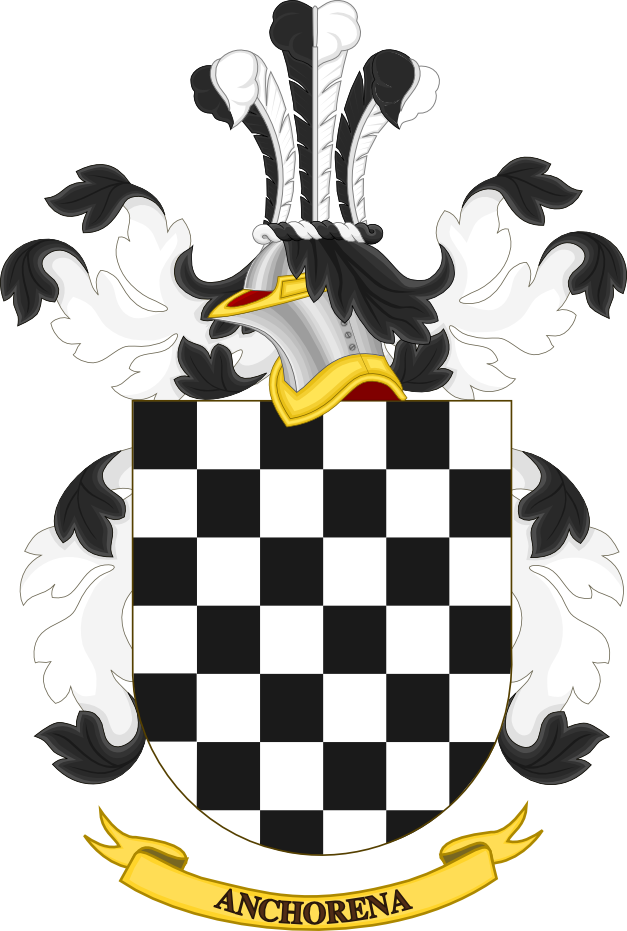
Escudo de Armas de la familia Anchorena

Joaquín Samuel del Corazón de Jesús de Anchorena Riglos (Buenos Aires, 20 de agosto de 1876-Buenos Aires, 19 de julio de 1961) fue un abogado y político argentino, destacado por haber sido intendente de Buenos Aires entre 1910 y 1914.

## Datos familiares

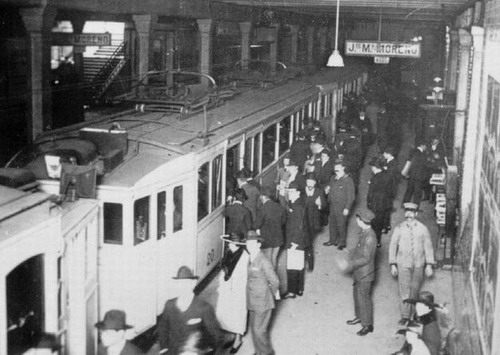
Subterráneo "Línea 1" de la CTAA, inaugurada en 1913, fue la primera de Latinoamérica (hoy Línea A).

Según el genealogista Narciso Binayán Carmona, Joaquín Samuel de Anchorena era descendiente del conquistador, explorador y colonizador español Domingo Martínez de Irala (1509-1556); sus antepasados tenían un remoto origen mestizo  guaraní, que compartía con muchos próceres de la época de la Independencia y con grandes personajes paraguayos y argentinos.
Era hijo de Tomás S. de Anchorena y Francisca Riglos, y por tanto, nieto del patriota Tomás de Anchorena y bisnieto de Victorio García de Zúñiga, estanciero allegado a Juan Manuel de Rosas.

## Biografía
Joaquín Samuel de Anchorena se recibió de abogado en 1898, habiendo estudiado en la Facultad de Derecho y Ciencias Sociales de la Universidad de Buenos Aires. 
Era un aficionado a las tareas rurales, y en su juventud se dedicó a mantener la estancia La Merced, que pertenecía a su madre. 
En 1900 se casó con Sara Madero, con quien tuvo tres hijos. Ella murió en 1911, y cinco años después Anchorena se casó en segundas nupcias con María Enriqueta Salas. Con ella tuvo otros tres hijos.
Fue elegido diputado nacional por la Ciudad de Buenos Aires en 1908. 
Al asumir la presidencia de la Nación Roque Sáenz Peña en 1910, fue sugerido por el ministro de Obras Públicas Ezequiel Ramos Mexía para ocupar el cargo de Intendente de Buenos Aires, siendo designado por el presidente para tal menester.

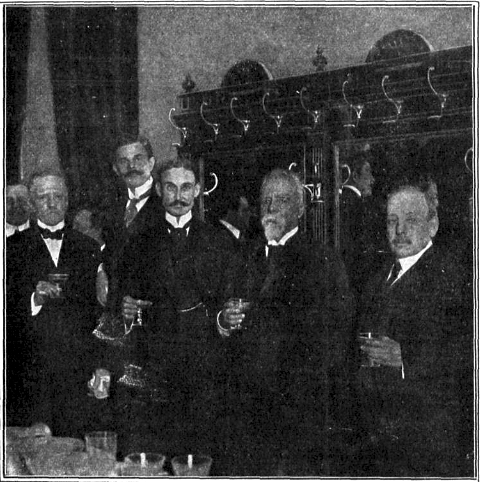
Anchorena (izq.) brinda con Manuel Ferraz de Campos Sales (secundo de la der.) en 1912.

Durante su gestión se dio amplio apoyo a los ingenieros Carlos Thays y Benito Carrasco para el embellecimiento del Parque Tres de Febrero, inaugurándose El Rosedal. 
También se inauguró la primera línea de tranvías subterrános de la Compañía de Tranvías Anglo Argentina, conocida como la línea A del Subte, el 1 de diciembre de 1913, obra por la que Buenos Aires fue la primera ciudad del hemisferio sur y la primera en Latinoamérica en contar con este medio de transporte. 
Asimismo llevó adelante las obras del ensanche del Palacio Municipal de Buenos Aires hacia la calle Rivadavia, que se extendieron durante todo su mandato.
Desde el punto de vista del planeamiento urbano, la expansión de la ciudad fue una de sus principales preocupaciones compartidas por ingeniero agrónomo Benito Carrasco. Según Carrasco, la “ciudad del porvenir”, era la que se estaba desarrollando fuera del radio comprendido por las avenidas Callao y Entre Ríos. En este sentido, sus propuestas tendieron a abandonar los intentos de reforma céntrica y aceptar la nueva figura urbana produciendo una transformación importante: fue el primero en proponer la ocupación del “verdadero” centro, desplazando los edificios del gobierno de la ciudad desde la Plaza de Mayo, hacia el nuevo centro geográfico del municipio que se ubicaría aproximadamente en el Parque Centenario), demostrando que la expansión suponía una completa recomposición simbólica de la ciudad tradicional. Si bien la gestión de Anchorena al frente de la ciudad finalizó en 1914, Carrasco continuó unos años más dedicado a los temas urbanos, como director de Parques y Paseos de la Municipalidad entre 1914 y 1918.
Mientras tanto, Anchorena asumió como interventor en la provincia de Entre Ríos, fue parte del directorio de Yacimientos Petrolíferos Fiscales y presidente del Teatro Colón.
Se desempeñó como presidente de la Sociedad Rural Argentina entre 1916 y 1922. En 1917 fundó dentro de la SRA el Instituto Biológico, especializado en investigaciones acerca de temas sanitarios en la agroindustria. La importancia de esta instituto puede resumirse en las palabras del responsable de la sección de Entomología, Juan Brèthes: “…Dar las gracias, y muy especiales, al señor Dr. Don  Joaquín S. de Anchorena, presidente de  la Sociedad Rural Argentina, activísimo y emprendedor, sin cuya iniciativa para fundar el instituto Biológico de dicha Sociedad, estaríamos todavía en el veremos…”
Joaquín S. de Anchorena también fue presidente del Jockey Club en dos oportunidades: entre 1922-1923 y 1958-1959.
De 1932 a 1940 fue presidente del Partido Demócrata de la Capital Federal.
Murió en Buenos Aires en 1961.
Desde 1980 el Jockey Club entrega un Premio Internacional dentro de los circuitos de carreras, que lleva su nombre: el Gran Premio Internacional Joaquín S. de Anchorena, para los mejores milleros de Latinoamérica.